# Lamar Edwin Stringfield
Lamar Edwin Stringfield (Raleigh, 10 oktober 1897 – Asheville, 21 januari 1959) was een Amerikaans componist, dirigent, muziekpedagoog en fluitist.

## Levensloop
Stringfield studeerde aan het Institute for Musical Art in New York, waar Georges Barrère dwarsfluit en Henry Hadley orkestdirectie tot zijn leraren behoorden. In december 1920 behoorde hij bij het bestuur van de nieuwe New York Flute Club naast Georges Barrère, Mary Henderson, William Kincaid en Milton Wittgenstein. Verder studeerde hij aan de Wake Forest University in Winston-Salem, North Carolina en aan het Mars Hill College, Mars Hill. In 1928 werd hem een onderscheiding van de Pulitzer Foundation toegekend,  niet de befaamde Pulitzer Prijze, want die werd vanaf 1944 vergeven, maar het Pulitzer Traveling Fellowship voor zijn orkestsuite From the Southern Mountains. Vanaf 1929 was hij docent en later professor aan de Universiteit van North Carolina in Chapel Hill, waar hij een instituut voor research van volksmuziek in 1930 en ook het North Carolina Symphony Orchestra oprichtte. Stringfield werd dirigent van dit orkest van 1932 tot 1935 en op 14 mei 1932 werd in Hill Haal Auditorium in Chapel Hill het eerste concert met 48 orkestleden gegeven. In 1935 werd hij tweede dirigent van het orkest van de Radio City Music Hall in New York. 
Verder behoorde hij bij het Knoxville Symphony Orchestra in 1946 tot 1947 en aansluitend bij het Charlotte Symphony Orchestra in 1945 en 1946 alsook in 1948 en in 1949.
Als componist schreef hij werken voor verschillende genres, zoals orkesten, harmonieorkesten, koren, vocale muziek en kamermuziek. 
Aan het Meredith College in Raleigh (North Carolina) werd jaarlijks een Lamar Stringfield Chamber Music Camp voor getalenteerde jonge muzikanten gehouden.

## Composities

### Werken voor orkest
- 1927 From the Southern Mountains
- 1932 The Legend of John Henry
- 1952 Carolina Charcoal
- At Evening, voor orkest, Op. 41, No. 3
- Cripple Creek, voor orkest, Op. 41, No. 4
- Mountain Song, voor orkest, Op. 41, No. 1
- Negro Parade
- Sodom
- Tennessee

### Werken voor harmonieorkest
- 1921 The Desert Wanderer, ouverture
- 1922 Mountain Suite
- 1949 Georgia Buck

### Werken voor koren en vocale muziek
- 1929 Thirty and One Folksongs from the Southern Mountains, voor gemengd koor, op. 41 (samen met: Bascom Lamar Lunsford
- 1938 Fly Low, Vermillion Dragon, naar een gedicht van Elizabeth Coatsworth
- 1938 D’ Jedg’mint Day: A Negro Sermon
- Beat the Drums for Jesus
- Darling Mine
- Grab on to God
- I Get Around
- Mountain Blood
- Oh, It’s Dark in the Grave
- The Hood and Flame
- The Moon, naar teksten van Louise Ayren Garnett
- Tonight, naar een gedicht van Sara Teasdale

### Kamermuziek
- 1940 Moods of a Moonshiner, voor blazerskwintet
- 1941 Chipmunks, voor dwarsfluit, klarinet en fagot
- 1955 Morning, voor dwarsfluit, klarinet en piano
- Indian Sketches, voor dwarsfluit en strijkkwartet
- Mountain Echos, voor dwarsfluit en piano
- Pastorale Scene, voor dwarsfluit en harp

## Publicaties
- Lamar Edwin Stringfield: America and her music;: An outline for music clubs, (University of North Carolina), University of North Carolina Press, 1931, 74 p.
- Archie Green: A Discography / Biography Journey: The Martin-Roberts-Martin "Aggregation", in: Western Folklore, Vol. 30, No. 3, Commercialized Folk Music (Jul., 1971), pp. 194-201
- Manuscripts Department - Library of the University of North Carolina in Chapel Hill  SOUTHERN HISTORICAL COLLECTION  #3522  LAMAR STRINGFIELD PAPERS  Summary

- Gemeinsame Normdatei: 108975776X
- International Standard Name Identifier: 0000 0000 5088 3615
- Library of Congress Control Number: nr91002607
- MusicBrainz: de461159-3faa-4342-b673-059839ce0c46
- Nationale Bibliotheek van Israël: 987007288536905171
- Nederlandse Thesaurus van Auteursnamen: 31631854X
- Virtual International Authority File: 21994907
- WorldCat: E39PBJrgDYVpRmK9BRTvbTdJDq